# Каплань (річка)
Капла́нь, Капла́нка (тур. kaplan - тигр) —  річка в Молдові та в Україні, в межах Білгород-Дністровського  району Одеської області. Ліва притока Хаджидеру (басейн Чорного моря).

## Опис
Довжина 42 км (в межах України — 22,7 км), площа водозбірного басейну 276 км². Похил річки 2,6 м/км. Долина коритоподібна, асиметрична, завширшки 1—2 км, завглибшки 50—60 м. Заплава завширшки до 500 м, вкрита лучною рослинністю і чагарниками. Річище слабозвивисте, влітку пересихає. Споруджено кілька ставків. Використовується на господарські потреби. 

## Розташування
Каплань бере початок на північ від села Карахасань (Молдова). Тече Причорноморською низовиною на південь і (частково) південний схід. Впадає до Хаджидеру біля південно-західної околиці села Крива Балка. 
Основні притоки: Сатулуй, Язь (праві); Загор (ліва).